# فترات النهضة في العصور الوسطى

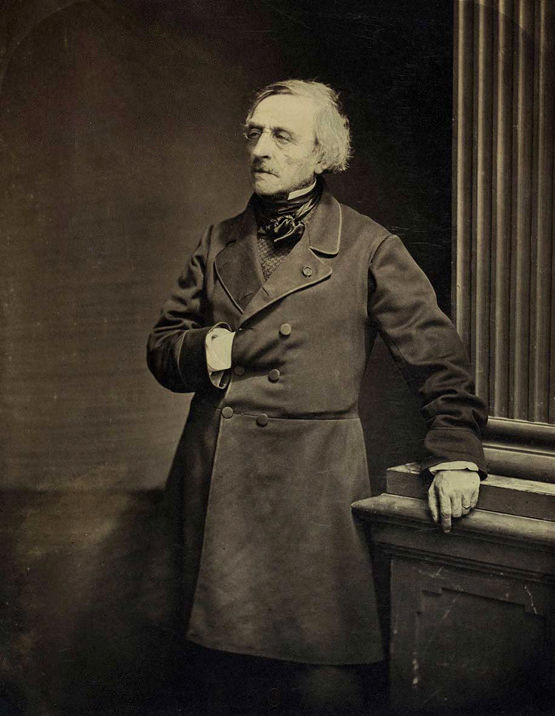

تميزت فترات النهضة في العصور الوسطى بتجديد ثقافي كبير انتشر عبر أوروبا الغربية في العصور الوسطى. يُعتقد أن ذلك حدث فعليًا خلال ثلاث مراحل هي: عصر النهضة الكارولينجية (في القرنين الثامن والتاسع) وعصر النهضة الأوتوني (في القرن العاشر) وعصر النهضة في القرن الثاني عشر.
استُخدم المصطلح لأول مرة من قبل دارسي حقبة القرون الوسطى في القرن التاسع عشر، بسبب تجانسه مع المفهوم التأريخي لعصر النهضة الإيطالية في القرنين الخامس عشر والسادس عشر، وكان ملحوظًا لأنه يمثل انفصالًا عن التأريخ السائد في ذلك الوقت، والذي صوّر العصور الوسطى على أنها فترة مظلمة. لطالما كان المصطلح موضوعًا للنقاش والنقد، لا سيما حول مدى انتشار حركات التجديد هذه وحول صحة مقارنتها بعصر النهضة الإيطالية.

## تاريخ المفهوم
استُخدم مصطلح «النهضة» لأول مرة على شكل اسم لفترة في تاريخ العصور الوسطى في ثلاثينيات القرن التاسع عشر، مع بداية ظهور دراسات العصور الوسطى، وصاغها جان جاك أمبير.

## فترات النهضة ما قبل الكارولنجية
بحسب ما يشير إليه بيير ريتشي، فإن عبارة «النهضة الكارولنجية» لا تعني أن أوروبا الغربية كانت بربرية أو ظلامية قبل العصر الكارولنجي. لم تشهد القرون التي أعقبت انهيار الإمبراطورية الرومانية في الغرب اختفاءً مفاجئًا للمدارس القديمة، والتي انبثقت منها مارثيانوس كابيلا، وكاسيودوروس، وبوثيوس، وهي أيقونات أساسية للتراث الثقافي الروماني في العصور الوسطى، والتي بفضلها حوفظ على تخصصات الفنون الحرة. نتج عن سقوط الإمبراطورية الرومانية الغربية «النهضة الفاندالية» التي برز خلالها الملكَين ثراساموند وهيلديريك في أواخر القرن الخامس وأوائل القرن السادس في شمال إفريقيا، حيث كُلّفا بمشاريع معمارية طموحة، وارتدى ملوك الفاندال ثيابًا على نمط الإمبراطورية الرومانية، وازدهرت التقاليد الفكرية والشعر والأدب. شهد القرن السابع «النهضة الإيزيدورية» في مملكة القوط الغربيين في هسبانيا، حيث ازدهرت العلوم، واندمج الفكر المسيحي وما قبل المسيحي، بينما أدى انتشار المدارس الرهبانية الأيرلندية في أوروبا إلى وضع الأساس لعصر النهضة الكارولنجي.

## عصر النهضة الكارولنجية (القرنان الثامن والتاسع)
كانت فترة النهضة الكارولنجية فترة إحياء فكري وثقافي في الإمبراطورية الكارولنجية بدأت منذ أواخر القرن الثامن حتى القرن التاسع، باعتبارها الأولى من بين ثلاث نهضات في القرون الوسطى. حدث ذلك في الغالب في عهد الحكام الكارولنجيين شارلمان ولويس الأول. وقد أيده علماء البلاط الكارولنجي، ولا سيما ألكوين أوف يورك. بهدف التحسين الأخلاقي، وصلت النهضة الكارولنجية لنماذج مستمدة من الإمبراطورية الرومانية المسيحية في القرن الرابع. خلال هذه الفترة كانت هناك زيادة في الأدب والكتابة والفنون والعمارة والفقه والإصلاحات الشعائرية الدينية ودراسات النصوص المقدسة. كان تشريع أدمونيتو ورسالة إبيستولا دي ليتيريس كولنديس تمثل مصادر معلومات أساسية. ومع ذلك، اقتصرت تأثيرات هذا الإحياء الثقافي إلى حد كبير على مجموعة صغيرة من أدباء البلاط، إذ بحسب ملاحظات جون كونتريني: «كان له تأثير مذهل على التعليم والثقافة في فرنسا، وأثر مثير للجدل على المساعي الفنية، وتأثيرًا لا يُقاس على ما يهم أغلب الكارولنجيين، وعلى التجديد الأخلاقي للمجتمع». إلى جانب جهودهم لكتابة لاتينية أفضل، ولنسخ وحفظ النصوص الآبائية والكلاسيكية وتطوير نص أكثر وضوحًا وكلاسيكية، فإن النص الكارولنجي الذي كتب بالأحرف الصغيرة، والذي اعتبره باحثو النهضة الإنسانية رومانيًا، طُوّر منه نص مائل حديث لاحقًا. طبّق القادة العلمانيون والكنسيون في عصر النهضة الكارولنجية لأول مرة منذ قرون أفكارًا عقلانية على القضايا الاجتماعية، مما وفر لغة مشتركة وأسلوب كتابة سمح بالتواصل عبر معظم أنحاء أوروبا.
كان من بين الجهود الأساسية إنشاء منهج موحد للاستخدام في المدارس المنشأة حديثًا. قاد ألكوين هذا العمل، وكان مسؤولًا عن كتابة الكتب المدرسية، وإنشاء قوائم الكلمات، وإنشاء المقدمات والتعاليم كأساس للتعليم.
كان مؤرخ الفن كينيث كلارك يرى أنه كانت نجاة الحضارة الغربية فقط عن طريق عصر النهضة الكارولنجية. إن استخدام مصطلح النهضة لوصف هذه الفترة محل نزاع؛ نظرًا لأن غالبية التغييرات التي أحدثتها هذه الفترة كانت محصورة بالكامل تقريبًا على رجال الدين، ولأنها كانت فترة تفتقر إلى الحركات الاجتماعية واسعة النطاق للنهضة الإيطالية. وبدلًا من أن تكون تلك الفترة ولادة جديدة لحركات ثقافية جديدة، كانت بمثابة محاولة لإعادة إنشاء الثقافة السابقة للإمبراطورية الرومانية. إن عصر النهضة الكارولنجي له أيضًا بعض سمات الفجر الزائف، إذ تبددت مكاسبه الثقافية إلى حد كبير عبر جيلَين، وهو تصور عبر عنه والافريد سترابو (الذي توفي عام 849)، في مقدمته لإينهارد: حياة شارلمان.
حدثت عمليات مماثلة في جنوب شرق أوروبا مع تنصير بلغاريا وإدخال الليتورجيا في اللغة البلغارية القديمة والكتاب السيريلي الذي أُنشئ في بلغاريا قبل سنوات قليلة من حكم سيميون الأول ملك بلغاريا، في عهد والده بوريس الأول كملك بلغاريا. أنشأ كليمنت الأوخريدي ونعوم البريسلافي (أو بالأحرى جمعوا) الأبجدية الجديدة التي كانت تسمى السيريلية وأعلنت الأبجدية الرسمية في بلغاريا عام 893. أُعلن عن اللغة السلافية للكنيسة القديمة رسميًا في نفس العام. في القرون التالية، أصبحت الليتورجيا متبناة باللغة البلغارية والأبجدية من قبل العديد من المقاطعات والشعوب السلافية الأخرى. العصر الذهبي للثقافة البلغارية في العصور الوسطى هو فترة ازدهار الثقافة البلغارية في عهد الإمبراطور سيميون الأول الكبير (889-927). صاغ سبيريدون بالاوزوف المصطلح في منتصف القرن التاسع عشر. خلال هذه الفترة كانت هناك زيادة في الأدب والكتابة والفنون والهندسة المعمارية والإصلاحات الليتورجية.

## عصر النهضة الأوتونية (القرنان العاشر والحادي عشر)
كان عصر النهضة الأوتوني بمثابة نهضة محدودة للمنطق والعلم والاقتصاد والفن في وسط وجنوب أوروبا التي رافقت عهود الأباطرة الثلاثة الأوائل من سلالة الساكسونية، وقد أطلق عليهم كلهم اسم أوتو: أوتو الأول (936-973)، وأوتو الثاني (973-983)، وأوتو الثالث (983-1002)، والتي اعتمدت إلى حد كبير على رعايتهم لها. كان البابا سيلفستر الثاني وأبو أوف فلوري من الشخصيات البارزة في هذه الحركة. بدأ عصر النهضة الأوتوني بعد أن وحد زواج أوتو من أديلايد (951) مملكتي إيطاليا وألمانيا، وبالتالي جعل الغرب أقرب إلى بيزنطة وعزز قضية الوحدة المسيحية (السياسية) مع تتويجه الإمبراطوري في عام 963. تمتد الفترة حتى حكم هنري الثاني أيضًا، ونادرًا ما يُعتبر أنه حتى حكم سلالات ساليان أيضًا. يقتصر المصطلح عمومًا على ثقافة البلاط الإمبراطوري التي كانت باللغة اللاتينية في ألمانيا. تُعرف هذه الفترة أحيانًا باسم عصر النهضة في القرن العاشر، ليشمل بذلك التطورات التي حدثت خارج جرمانيا، وأحيانًا باسم تجديد الـ عام 1000، بسبب حلول نهاية القرن العاشر. كان أقصر من عصر النهضة الكارولنجية السابقة واستمرارًا لها إلى حد كبير، وقد دفع هذا المؤرخين مثل بيير ريتشي إلى تفضيل استحضارها باعتبارها «نهضة كارولينجية ثالثة»، تغطي القرن العاشر وتستمر حتى القرن الحادي عشر، مع «النهضة الكارولنجية الأولى» التي حدثت في عهد شارلمان و«النهضة الكارولنجية الثانية» في عهد خلفائه.
يُعرف عصر النهضة الأوتوني بشكل خاص في الفنون والهندسة المعمارية، ونشط هذا العصر من خلال الاتصال المتجدد مع القسطنطينية، ومن خلال بعض مدارس الكاتدرائية التي كانت، مثل مدرسة برونو في كولونيا، ومن خلال تذهيب الكتب في المنسخ (أماكن الكتابة) مثل كغيدلينبورغ، التي أسسها أوتو عام 936، وفي الأيديولوجيات السياسية. أصبح البلاط الإمبراطوري مركزًا للحياة الدينية والروحية، بقيادة نساء العائلة المالكة مثل: ماتيلدا الأم المتعلمة لأوتو الأول، أو أخته غيربرغا من ساكسونيا، أو قرينته أديلايد، أو الإمبراطورة ثيوفانو.